# Sticht Herford
Het sticht Herford was een tot de Nederrijns-Westfaalse Kreits behorend sticht voor vrouwen binnen het Heilige Roomse Rijk, gelegen in Herford

wapen sticht Herford

Vermoedelijk in 823 werd hier het oudste vrouwenconvent in Saksen gesticht. 
Keizer Lodewijk de Vrome schonk het veel goederen en verhief het tot rijksabdij. In 1147 werd de abdij rijksonmiddellijk.
Na de beeldenstorm van 1532 werd de Reformatie ingevoerd en werd het een evangelisch sticht. In 1670 bood het sticht korte tijd asiel aan de uit Amsterdam gevluchte labadisten, een mystieke, gereformeerde sekte onder leiding van Jean de Labadie en Anna Maria van Schurman. Als gevolg van tegenstand van de bevolking van de stad Herford werden de vluchtelingen gedwongen te vertrekken. 
In 1802 maakte Pruisen een eind aan de zelfstandigheid van het sticht. Deze daad werd gelegaliseerd in de Reichsdeputationshauptschluss van 25 februari 1803, waar het in artikel 3 aan Pruisen wordt toegewezen. Op die datum werd het voormalige sticht deel van het Pruisische graafschap Ravensberg. Het sticht werd in 1804 opgeheven. 
Van 1807 tot 1813 behoorde het voormalige sticht tot het koninkrijk Westfalen.
Lijst van abdissen
- 1217-1233: Gertrud II van der Lippe
- 1238-1264: Ida
- 1265-12?6: Pinnosa
- 1278-1288: Mathilde II
- 1290-1323: Irmgard van Wittgenstein
- 1324-1360: Ludgard II van Bickenen
- 1360-1374: Elisabeth I van Berge
- 1374-1409: Hildgund van Otgenbach
- 1409-1442: Mechtild III van Waldeck
- 1442-1484: Margarethe I van Gleichen
- 1484-1494: Anna I van Hunoldstein
- 1494-1520: Bonitas (Ponzetta) van Limburg-Styrum
- 1520 1565: Anna II van Limburg-Styrum
- 1565-1578: Margarete II van der Lippe
- 1578-1586: Felicitas I van Eberstein
- 1586-1604: Magdalena I van der Lippe
- 1604-1621: Felicitas II van Eberstein
- 1621-1640: Magdalena II van der Lippe
- 1640-1649: Sidonia van Oldenburg (Delmenhorst)
- 1649-1667: Elisabeth II van Zweibrücken
- 1667-1680: Elisabeth III van de Palts (1661 coadjutor;30-04-1667 tot 06-10-1680)
- 1680-1686: Elisabeth IV Albertine van Anhalt-Dessau
- 1686-1688: Elisabeth V van Hessen-Kassel
- 1688-1728: Charlotte Sophia van Kurland
- 1729-1750: Johanna Charlotte van Anhalt-Dessau
- 1750-1764: Sophia van Holstein-Gottorp (Oldenburg)
- 1764-1802: Friederike van Brandenburg-Schwedt